# Return Procession in Parliament Square
Return Procession in Parliament Square è un cortometraggio muto del 1902 diretto da Cecil M. Hepworth che appare anche come direttore della fotografia.
Il film documenta alcune scene dell'incoronazione di Edoardo VII avvenuta il 9 agosto 1902. Gran parte delle cerimonie che accompagnarono l'evento furono riprese da Hepworth in una serie di brevi cortometraggi che coprono la giornata. In questo, lungo una sessantina di metri, viene descritto il ritorno del corteo in Parliament Square.

## Produzione
Il film fu prodotto dalla Hepworth. Venne girato a Londra il 9 agosto 1902, giorno dell'incoronazione di Edoardo VII e della regina Alessandra

## Distribuzione
Distribuito dalla Hepworth, il documentario - un cortometraggio della lunghezza di 61 metri - presumibilmente uscì nelle sale cinematografiche britanniche nel 1902.
Non si hanno altre notizie del film che si ritiene perduto, forse distrutto nel 1924 quando il produttore Cecil M. Hepworth, ormai fallito, cercò di recuperare l'argento del nitrato fondendo le pellicole.